# Dominika na Mistrzostwach Świata w Lekkoatletyce 2022
Dominika na Mistrzostwach Świata w Lekkoatletyce 2022 – reprezentacja Polinezji Francuskiej podczas mistrzostw świata w Eugene liczyła 2 zawodników, którzy nie zdobyli medalu.

## Skład reprezentacji

### Mężczyźni
| Zawodnik      | Konkurencja | Kwalifikacje | Kwalifikacje | Finał | Finał   | Źródło |
| Zawodnik      | Konkurencja | Wynik        | Pozycja      | Wynik | Pozycja | Źródło |
| ------------- | ----------- | ------------ | ------------ | ----- | ------- | ------ |
| Tristan James | skok w dal  | 7,72         | 24.          | NQ    | NQ      | [ 1 ]  |

### Kobiety
| Zawodniczka | Konkurencja | Kwalifikacje | Kwalifikacje | Finał | Finał   | Źródło      |
| Zawodniczka | Konkurencja | Wynik        | Pozycja      | Wynik | Pozycja | Źródło      |
| ----------- | ----------- | ------------ | ------------ | ----- | ------- | ----------- |
| Thea LaFond | trójskok    | 14,39        | 5. q         | 14,56 | 5.      | [ 2 ] [ 3 ] |